# Samuel Enander (ämbetsman)
Samuel Enander, född 2 oktober 1733 i Uppsala, död 21 april 1803 i Stockholm, var en svensk ämbetsman.

## Biografi
Samuel Enander var son till kyrkoherden i Sparrsätra Samuel Enander. Han blev student vid Uppsala universitet 1744 och filosofie magister där 1758. År 1761 blev han extraordinarie kanslist i kollegiiexpeditionen i Kanslikollegium, kopist där 1763 och 1767 kanslist. Vid riksdagen 1769 var han sekreterare i Sekreta utskottets mindre sekreta deputation och 1770–1772 protokollssekreterare i pommerska kommissionen. År 1773 blev Enander registrator i Kanslikollegium och 1774 pronotarie. År 1780 begärde han avsked från tjänsten i Kanslikollegium för att ägna sig åt lantbruk, men han utsågs redan 1781 till postmästare i Abborrfors. Som sådan hade han till uppgift att rapportera om politiska händelser och nyheter vid gränsen och har främst blivit känd genom den rapport han 1784 skickade om ett rykte som börjat sprida sig, om att Gustav III skulle ha ingått ett avtal med Katarina II av Ryssland om att avstå Finland till Ryssland för att i gengäld erhålla Norge. De undersökningar som föranleddes av rapporten kunde inte bevisa att några stämplingar förekommit. Troligen bidrog rapporten till att Enander befordrades till protokollssekreterare i överpostdirektörsämbetet 1787, en post han sedan innehade till sin död.